# 铁木
铁木（学名：Ostrya japonica）是桦木科铁木属的植物。分布于日本、朝鲜以及中国大陆的甘肃、河南、陕西、四川、河北等地，生长于海拔1,000米至2,800米的地区，一般生长在山坡林中，目前尚未由人工引种栽培。

## 别名
苗榆（河南）

## 延伸阅读
[在维基数据编辑]